# ダミアン・パフロフスキ
ダミアン・パフロフスキ（Damian Pawlowski 、1999年1月27日 - ）は、ポーランド・シュチェチン出身のプロサッカー選手。ザグウェンビェ・ソスノヴィエツ所属。ポジションは、ミッドフィールダー。